# سوق العبيد
سوق العبيد لوحة رسمها الفنان الفرنسي جان ليون جيروم عام 1866.تصور اللوحة مكاناً غير محدد في الشرق الأوسط أو شمال أفريقيا حيث يتفقد رجل أسنان جارية عارية.
تم شراء اللوحة من قبل أدولف غوبلي في 23 أغسطس 1866 وعرضت في صالون باريس عام 1867.تم شراؤها وبيعها عدة مرات حتى اشتراها روبرت ستيرلينغ كلارك في عام 1930. منذ عام 1955 هو جزء من مجموعة معهد كلارك للفنون .
تعتبر اللوحة مثالاً للفن الاستشراقي في القرن ال 19.